# Các nhà thờ kiểu Baroque của Philippines
Các nhà thờ kiểu Baroque của Philippines là một tập hợp của bốn nhà thờ thời kỳ thuộc địa Tây Ban Nha mang kiến trúc Baroque ở Philippines đã được UNESCO công nhận là Di sản thế giới từ năm 1993. Chúng cũng được xếp hạng như là các Kho báu Văn hóa Quốc gia.

## Lịch sử
Có một tập hợp các yếu tố dẫn đến sự hiện diện của các yếu tố Baroque trong kiến trúc của Philippines, đặc biệt là trong kiến trúc nhà thờ. Trong thời kỳ thuộc địa Tây Ban Nha (1521–1898), các nhà truyền giáo Tây Ban Nha đã đến Philippines chia sẻ không chỉ tôn giáo mà cả kiến trúc của họ lấy cảm hứng từ quê hương xa xôi. Người Tây Ban Nha mong muốn tạo ra các nhà thờ lâu dài, như một minh chứng cho quyền năng của Thiên Chúa và không coi các cấu trúc nhà thờ hiện tại ở Philippines là nơi thờ cúng thích hợp. Vì hầu hết các nhà truyền giáo Tây Ban Nha không được đào tạo về kiến trúc hoặc kỹ thuật, người dân thị trấn địa phương bao gồm người Philippines và người Hoa, cùng với các tu sĩ Tây Ban Nha sẽ tham gia xây dựng và thiết kế nhà thờ địa phương. Sự kết hợp các ý tưởng từ các nhà truyền giáo và người dân địa phương hợp nhất một cách hiệu quả các thiết kế Tây Ban Nha thuộc địa với phong cách phương Đông độc đáo. Thẩm mỹ của nhà thờ cũng được định hình bởi một số vật liệu nhất định và nhu cầu xây dựng lại, nhằm thích ứng với các thảm họa tự nhiên bao gồm hỏa hoạn và động đất, tạo ra một phong cách đôi khi được gọi là Động đất Baroque.
Bốn nhà thờ Baroque của Philippines được công nhận là di sản thế giới của UNESCO vì chúng có ý nghĩa văn hóa quan trọng và ảnh hưởng đến thiết kế kiến trúc trong tương lai ở Philippines. Các nhà thờ thể hiện những đặc điểm nhất định, như một "pháo đài Baroque", chẳng hạn như những bức tường dày và mặt tiền cao mang lại sự bảo vệ khỏi những người diễu hành và thảm họa thiên nhiên. Bốn nhà thờ còn thể hiện phong cách baroque với hình tượng phức tạp và những cảnh chi tiết từ cuộc đời của Chúa Kitô, hợp nhất các giá trị Công giáo truyền thống từ Tây Ban Nha với các yếu tố đảo như lá cọ hoặc các vị thánh bảo trợ mặc trang phục truyền thống được chạm khắc bên cạnh các cảnh trong kinh thánh.

## Danh sách
- Nhà thờ San Agustin, Manila
- Nhà thờ Santa Maria, Ilocos Sur
- Nhà thờ San Agustin, Paoay
- Nhà thờ Santo Tomas de Villanueva, Iloilo